# Боянська культура

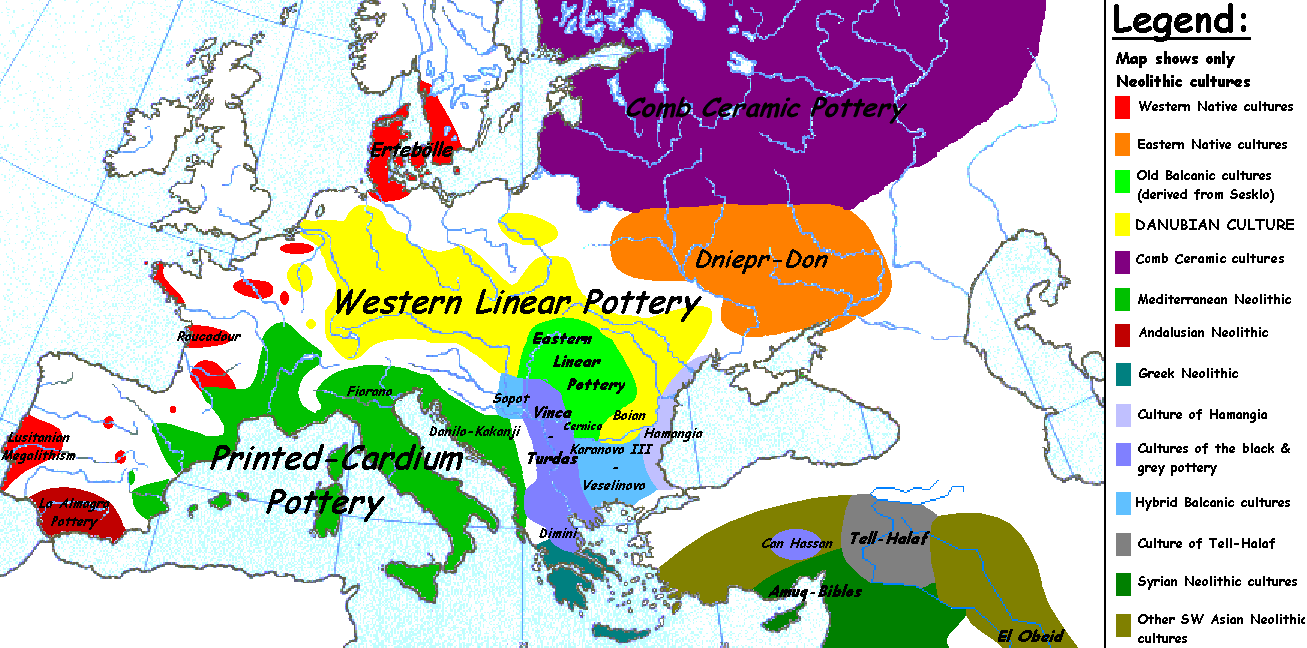
Боян (жовта)

Боян (Boian) — археологічна культура епохи неоліту (4-е тис. до. н. е.), яка існувала на теренах Молдови, Румунії і Болгарії. Названа по осаді на озері Боян у Румунії. Також відома як культура Джуєшть-Мариця, Мариця або Боян-Мариця-Караново V. Разом зі спорідненою трипільскою, належала до кругу культур линійно-стрічкової кераміки.

## Локалізація
Ця культура склалася у низинах Дунаю і на ранній фазі (для якої відомо близько 30 осад) займала головним чином центральні райони Мунтенії. Пізніше її ареал різко розширюється (близько 110 осад), охоплюючи терен від Олта до гирла Сірета і південно-східної Трансильванії.

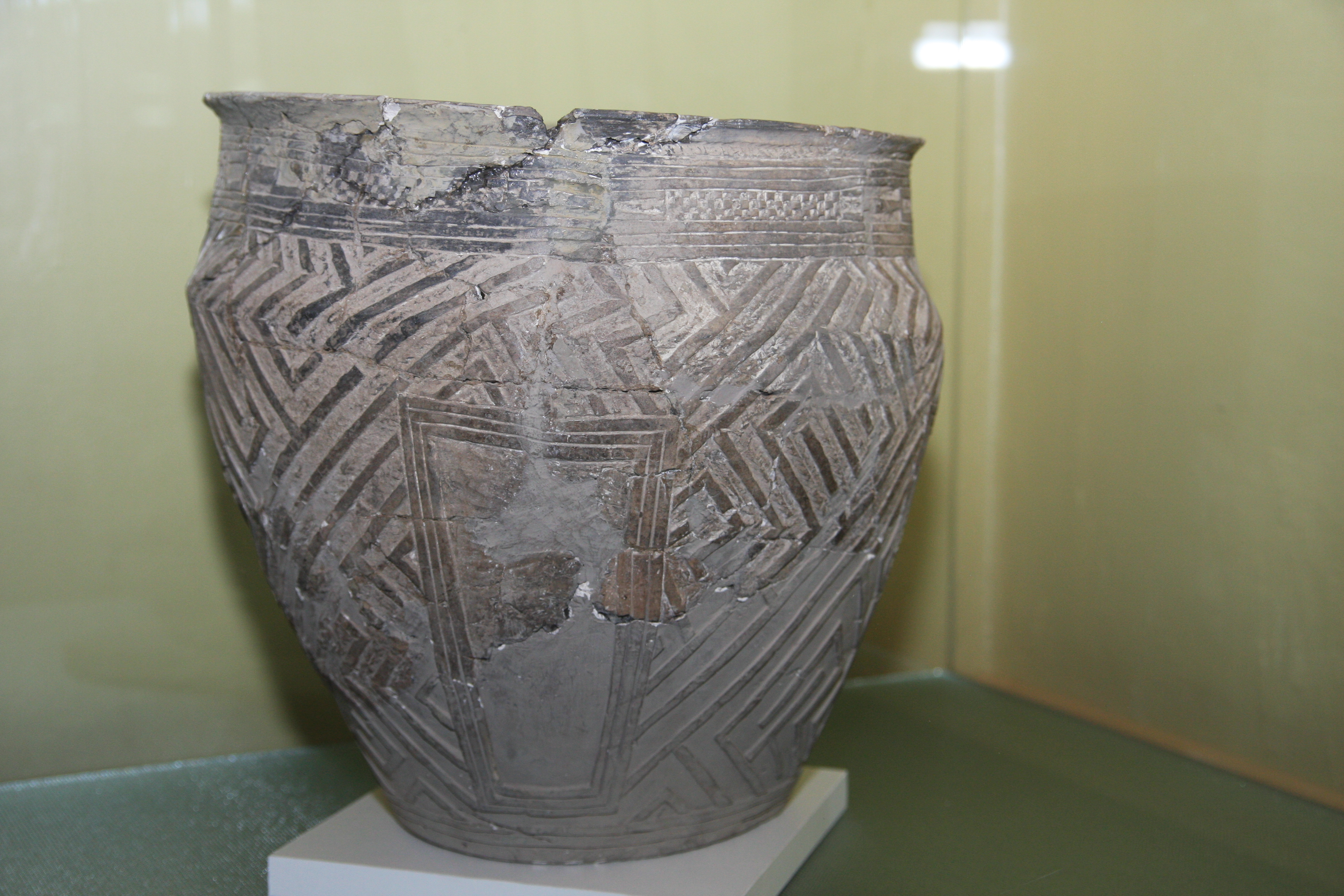
Кераміка культури Боян

## Зв'язки
Культура Боян відіграла важливу роль у формуванні археологічної культури Гумельниця.
На останніх етапах існування відбулося змішування з культурою Ведастра.

## Матеріальна культура
Знайдені залишки осад, орнаментована кераміка. Господарство: землеробство, скотарство, мисливство, рибальство. Для культури Боян характерна чорна і сіра лощена кераміка з поглибленим орнаментом, часто заповненим білою пастою. На пізніх етапах з'являється білий і графітовий розпис, характерні статуетки з кістки і глини. Серед знарядь особливий інтерес представляють кам'яні колодковидні топори.